# Powiat Strehlen
Powiat Strehlen (niem. Landkreis Strehlen, pol. powiat strzeliński) - prusko-niemiecka jednostka podziału administracyjnego, istniejąca w latach 1816–1945, wchodząca w skład prowincji śląskiej (do 1919 r.), a następnie prowincji dolnośląskiej.

## Historia
Landkreis Strehlen powstał na terenie średniowiecznego księstwa legnicko-brzeskiego 1 maja 1816 r.
W latach 1815–1816 wprowadzono rejencję w Prusach, jednostkę administracyjną  będącą pośrednim szczeblem w administracji pomiędzy prowincją a powiatem. Powiat Strehlen wchodził w skład prowincji śląskiej i  nowo utworzonej rejencji we Wrocławiu. Siedzibą starosty, urzędu i sejmiku powiatowego był Strzelin.
Mimo kilkakrotnych korekt granicznych, powiat ten przetrwał do końca II wojny światowej i przejęcia ziemi strzelińskiej przez Polskę. Powiat strzeliński został zajęty w maju 1945 r. przez oddziały Armii czerwonej. Kilkanaście dni później 15 maja 1945 r. zaczęła działać polska administracja, po przekazaniu władzy nad tym terytorium przez radzieckiego komendanta Strzelina, Pełnomocnikowi Rządu RP Janowi Nowakowskiemu i grupie towarzyszących mu osób, reprezentantów władzy polskiej.

## Landraci[4]
- 1850–1872  Otto H. R. von Lieres und Wilkau
- 1872–1881  dr Max Freiherr von Saurma-Ruppersdorf
- 1882–1904  Hugo von Lieres und Wilkau auf Plohmühle
- 1905–1919  Eberhard von Lücken
- 1919–1920  Freiherr von Kirchbach
- 1920–1932  Berthold Weese
- 1932–1945  Maximilian Sell

## Ludność (1885–1939)
- 1885 r. - 37 614
- 1890 r. - 36 711, z czego ewangelicy 29 538, katolicy 7042, wyznanie mojżeszowe 118
- 1900 r. - 35 297, z czego ewangelicy 28 551, katolicy 6653
- 1910 r. - 35 978, z czego ewangelicy 28 472, katolicy 7133
- 1925 r. - 36 938, z czego ewangelicy 29 222, katolicy 7500, wyznanie mojżeszowe 67, inni chrześcijanie 38
- 1933 r. - 57 988, z czego ewangelicy 41 275, katolicy 16 348, wyznanie mojżeszowe 60, inni chrześcijanie 14
- 1939 r. - 57 458, z czego ewangelicy 40 350, katolicy 16 513, wyznanie mojżeszowe 19, inni chrześcijanie 130

## Podział administracyjny
1 stycznia 1945 powiat dzielił się na:
- 2  miasta: Strzelin i Wiązów
- 113 gmin